# Aeroportul Miles
Aeroportul Miles (IATA: WLE, ICAO: YMLS) este un aeroport din Queensland, Australia ce deservește zona Miles⁠(d). A fost numit după zona deservită.
Situat la o altitudine de 304 m, aeroportul dispune de o singură pistă.